# Кяф
Кяф (араб. كاف‎) — двадцать вторая буква арабского алфавита. Соответствует фонеме /k/ литературного арабского языка. Относится к лунным буквам.

## Абджадия
Числовое значение в абджадии — 20.

## Произношение
Сегаль В. С. в «Начальном курсе арабского языка» пишет: «Буква кяф обозначает согласный звук, похожий на русский [к] различной степени мягкости».
Ковалев А. А. и Шарбатов Г. Ш. в «Учебнике арабского языка» описывают этот звук так: «Арабский согласный [к] существенно отличается от твердого русского согласного к. В русском языке этот согласный является задненебным, а не средненебным согласным. Арабский согласный [к] произносится мягче и с некоторым придыханием. При артикуляции (произнесении) арабского [к] весь язык по своему положению более продвинут вперед и более поднят, чем при артикуляции русского к».

### Положение органовречи
Халидов Б. З. в «Учебнике арабского языка» замечает, что: «Согласный к — это среднеязычный смычный шумный глухой звук. Он образуется смыканием средней части спинки языка с твердым небом. Арабский к очень близок к мягкому русскому кь, то есть к звуку, который произносится, например, в словах кисть, кий, кепка и т. п.»

## Диалекты
Раз в палестинском сельском диалекте арабского буква к̣аф(ق) произносится как /k/, то буква кяф произносится как /t͡ʃ/. В недждийском диалекте арабского читается как /t͡s/.